# Shamir Fernández Hernández
Shamir Fernández Hernández (Torreón, Coahuila, 17 de febrero de 1976) es un político mexicano, miembro de Movimiento de Regeneración Nacional. Ha sido en tres ocasiones diputado al Congreso de Coahuila y es diputado federal para el periodo de 2021 a 2024.

## Biografía
Es licenciado en Derecho egresado de la Universidad Autónoma de Coahuila y tiene una diplomatura de Gerentes de Alto Desempeño por el Instituto Tecnológico y de Estudios Superiores de Monterrey; así como estudios en curso de maestría en Administración Pública con Enfoque en Políticas Públicas.
De 2000 a 2002 ocupó el cargo de coordinador de Programas Sociales de Torreón y de 2003 a 2005 fue defensor de oficio de la Defensoría Jurídica Integral de Coahuila. De 2005 a 2008 fue regidor al Ayuntamiento de Torreón, encabezado por José Ángel Pérez Hernández, en ese momento electo por el PAN.
Participó en las elecciones de 2008, por lo que de 2009 a 2011 fue por primera ocasión diputado al Congreso del Estado de Coahuila, representando en la LVIII Legislatura al distrito 12 local. Al terminar, fue director general de Desarrollo Social al ayuntamiento de Torreón en el tramo final del gobierno de Eduardo Olmos Castro.
De 2013 a 2014 fue delegado del Programa Oportunidades en Coahuila. En las elecciones de 2014 fue candidato a diputado, en consecuencia de 2015 a 2017 por segunda ocasión regreso al Congreso de Coahuila como diputado por el distrito 7 a la LX Legislatura. Paralelamente, de 2014 a 2017 fue presidente del comité municipal del PRI en Torreón; además fue consejero político estatal y municipal del partido.
De 2019 a 2020 fue coordinador de programas del Ayuntamiento en el gobierno de Jorge Zermeño Infante. En las elecciones de 2020 fue candidato del PRI por tercera ocasión a diputado al Congreso de Coahuila, habiendo sido electo por el distrito 10; sin embargo, se separó del cargo en 2021 para ser candidato a diputado federal por el Distrito 6 de Coahuila a la LXV Legislatura que ejercerá de 2021 a 2024. En la Cámara de Diputados es secretario de la comisión de Zonas Metropolitanas; e integrante de las comisiones de Recursos Hidráulicos, Agua Potable y Saneamiento; y de Seguridad Ciudadana.
Formó parte del grupo parlamentario del PRI en la Cámara de Diputados hasta el 17 de agosto de 2022, en que anunció su renuncia al grupo parlamentario y al partido, señalando como motivo el desacuerdo con la dirigencia nacional del partido encabezada por Alejandro Moreno Cárdenas, que enfrenta múltiples acusaciones de corrupción. Inicialmente manifestó que no se uniría a ningún otro partido y permanecería como legislador independiente, pero el 25 de agosto siguiente anunció su incorporación a Morena.